# I Thought About You

I Thought About You est une chanson de 1939 composée par Jimmy Van Heusen avec des paroles de Johnny Mercer. Cest également un standard de jazz.

## Contexte
C'est l'une des trois collaborations que Van Heusen et Mercer ont écrites pour la maison d'édition Mercer-Morris créée par Mercer et l'ancien éditeur de Warner Bros Buddy Morris. Les deux autres s'appelaient "Blue Rain" et "Make with the Kisses". "I Thought About You" était de loin la plus populaire des chansons. 
Les paroles ont été inspirées par le voyage en train de Mercer à Chicago. La première ligne est littéralement : "J'ai fait un voyage en train". Mercer a déclaré à propos de la chanson :

" Je me souviens de l'après-midi où nous l'avons écrite. Van Heusen m'a joué la mélodie. Je n'en avais aucune idée, mais je devais aller à Chicago cette nuit-là. Je crois que j'étais au programme de Benny Goodman. Et je me suis mis à y penser dans le train. J'étais réveillé, je ne pouvais pas dormir. L'air me trottait dans la tête, et c'est là que j'ai écrit la chanson. Dans le train, allant vraiment à Chicago."

Mercer a écrit d'autres chansons sur les trains, notamment "Blues in the Night" (1940) et "On the Atchison, Topeka and the Santa Fe" (1946).

## Autres enregistrements
- Bob Berg - In the Shadows
- Kenny Burrell avec Coleman Hawkins - Bluesy Burrell (1962)
- Uri Caine - Live at the Village Vanguard (2003)
- Miles Davis - Someday My Prince Will Come (1961)
- Stan Getz avec Kenny Barron - Voyage
- Benny Goodman avec Mildred Bailey - 1939
- Johnny Hartman - And I Thought About You (1959)
- Billie Holiday avec Bobby Tucker - Recital (1954)
- Shirley Horn - I Thought About You (1987)
- Branford Marsalis avec Kenny Kirkland - Random Abstract
- Carmen McRae - "The Great American Songbook" (1972)
- Diane Schuur et Johnny Smith
- Frank Sinatra - Songs for Swingin' Lovers ! (1956)
- David Bowie - "I Took a Trip on a Gemini Spaceship" from Heathen (2002)